# Генрі Коплік
Генрі Коплік (англ. Henry Koplik; 28 жовтня 1858, Нью-Йорк, США — 30 квітня 1927, там же) — американський лікар, бактеріолог, патолог, відомий відкриттям раннього патогномонічного симптому кору, який носить його ім'я.

## Біографія
Навчався у коледжі міста Нью-Йорк, який закінчив у 1878 році. Згодом навчався у Коледжі лікарів та хірургів (College of Physicians and
Surgeons) при Колумбійському університеті, який закінчив у 1881 році. Після нетривалого стажування в госпіталі Бельвью він упродовж півтора року навчався в Берліні, Відні та Празі. Повернувшись до США у 1887 році він почав працювати штатним лікарем у диспансері Добрих Самаритян. У той час педіатрія та гінекологія в диспансері була поєднана. Це пояснює, чому одна з перших робіт Копліка стосувалася цінності масажу матки та придатків.
У 1896 році він виявив, що на слизовій щічної поверхні у ротоглотці за декілька днів до появи висипу при кору виникають маленькі плями, які бувають тільки при цій хворобі і дають можливість клінічно діагностувати кір на ранньому етапі. Тоді ж він опублікував першу статтю, в який виклав свої спостереження, а у 1898 році — другу про те ж саме. Медична спільнота віддала належне цьому діагностичному симптому, настільки цінному для діагностики хвороби. Хоча пізніше зазначалося, що Фліндт у Данії та Філатов у Російській імперії зробили подібні спостереження, але заслуга Копліка у відкритті було неоспорима, популяризація симптому була проведена швидко, всеосяжно і доступно, тому ознаку практично одразу назвали на його честь. «Плями Копліка» зробили його відомим у всьому світі.
У 1899 році його призначено доцентом педіатрії в медичний коледж Бельвью. Він пропрацював 25 років у госпіталі Маунт-Сінай спочатку педіатром, а згодом консультантом, де створив дитячий павільйон, а також перший стерильний молочний склад для немовлят у США. При цьому він співпрацював як бактеріолог та патолог з Коледжем лікарів та хірургів та лабораторією Карнегі. Коплік був одним із засновників Американського педіатричного товариства, протягом певного терміну — його президентом. Він також був консультантом притулку для сиріт Гебрю (Hebrew Orphan Asylum), ортопедичного госпіталю (Hospital for Deformities) та єврейського пологового будинку (Jewish Maternity Hospital.).
Він був членом Асоціації американських лікарів та почесним членом медичних товариств у Відні та Будапешті. Джерелом його великого задоволення стало призначення членом Постійної комісії «Міжнародної асоціації захисту дітей і крапель молока» (Permanent Commission of the International Association of Child Welfare and gouttes de lait). Його медична діяльність була дуже різноманітною. Його цікавили не лише клініки, але й патологічні та бактеріологічні дослідження. Основні напрямки гігієни та добробуту дитини займали велику частину його роздумів. Як клініцист він був уважним спостерігачем і точним реєстратором своїх досліджень. Його здатність підбирати нову диференційно-діагностичну ознаку стану часом виявлялася досить незвичною. У своїй роботі з бактеріології (яка захоплювала його більше, ніж патологія) він був оригінальним та наполегливим. Особливо важливими були дослідження з диференціації дифтерії, які стосувалися випадків захворювання, що нагадували катаральну та лакунарну ангіну, та рекомендації щодо швидкої бактеріологічної діагностики цієї хвороби.
У 1897 році він описав паличку при коклюші, яку він раніше бачив, а тепер досяг успіху в її культивуванні. Тоді диференціальні імунологічні методи були ще недоступні, то порівняння культивованих бактерій з тією, що описали пізніше Ж. Борде і О. Жанґу, не можна було б провести. Бактерії Копліка як здається, були тими, яких виділили Борде та Жангу у 1906 році.
Публікації, зроблені ним, створені упродовж 1887—1923 років. Деякі напрямки, які займали його увагу, були етіологія емпієми, урогенітальна бленорея та запобігання поширення її в медичних установах, менінгіт, поліомієліт (особливо з церебральними ураженнями), дифтерія, спорадичний кретинізм, монгольська ідіотія, запобігання поширенню респіраторних та кишкових інфекцій у палатах, стерилізація та пастеризація молока, остеомієліт, ретрофарингеальний абсцес, спазми воротаря та вроджений гіпертрофічний стеноз його, хронічний артрит, пневмонія, черевний тиф та літні діареї. Його книга «Хвороби дитячого віку та дитинства» з'явилася в 1902 році. Вона мала чотири видання, останнє з'явилося в 1918 році. Ця книга містила велику кількість спостережень, які Коплік не публікував в окремих роботах. Як і всі його публікації, книга написана ретельно, чітко і стисло.
Він був людиною видатної зовнішності та гідної постави. Кожного разу, коли він обговорював доповідь на засіданні, всі очі були одразу звернені до нього, і всі розуміли, що почують ретельно викладене та авторитетно висловлене твердження, виходячи з його власних досвіду та поглядів. Вражав і привертав увагу його іскристий розум, великі знання та вміння розповідати анекдоти і жартівливі історії. Минуло багато років, перш ніж він отримав сталу практику та консультативну роботу. Його рання кар'єра була важкою, але він завжди мав певне відчуття, що стане світовим діячем у педіатрії. Він був одним з перших американських практикуючих лікарів, що займалися патологією та бактеріологією. Не можна сказати, що доктор Коплік мав свою наукову школу, однак він давав поради багатьом лікарям у їхніх дослідженнях. Ряд молодих лікарів заохочено до вивчення лабораторної сторони медицини саме Копліком.
Помер від інфаркту міокарда через тяжке захворювання коронарних артерій. На момент його смерті в США не було жодного іншого видатного педіатра.